# سیف‌آباد (بروجن)
سیف‌آباد، روستایی است از توابع بخش بلداجی شهرستان بروجن در استان چهارمحال و بختیاری ایران.

## جمعیت
این روستا در دهستان چغاخور قرار داشته و براساس آخرین سرشماری مرکز آمار ایران که در سال ۱۳۸۵ صورت گرفته، جمعیت آن ۱۱۰ نفر (۳۰خانوار) بوده‌است.